# Pema Lingpa
Pema Lingpa (Chel, 1450 – 1521) è stato un religioso bhutanese, iniziatore della stirpe regale da cui derivano i Wangchuck, attuale famiglia reale del Bhutan.

## Pema Lingpa, lo "scopritore dei tesori"
Stando agli studi del Prof. Renato Del Ponte, Pema Lingpa nacque in una remota valle del Bhumtang, regione bhutanese, da famiglia di modestissime origini. Ancora fanciullo apprese il mestiere di fabbro ferraio dal nonno. All'età di 25 anni ebbe un sogno: un monaco gli consegnava un rotolo di pergamena scritto con caratteri magici e lo istruiva circa la località e il modo per trovare tale tesoro. Nella cultura bhutanese è di grande importanza la figura dei "terton", ovvero "scopritori di tesori", laddove per "tesoro" si intendono testi sacri scritti in linguaggi esoterici o anche statue, oggetti di uso rituale.
Trovata la pergamena, Pema Lingpa basò su di essa il suo insegnamento dopo esser riuscito a decifrarne il suo significato.
In totale si stima che Pema Lingpa scoprì, nei più remoti luoghi del Bhutan e del Tibet, ben 34 "tesori". Molti di essi sono tuttora conservati in templi di cui, probabilmente, fu lui stesso il fondatore.